# Carroll L. Wilson
Carroll L. Wilson, né le 21 septembre 1910 et mort le 12 janvier 1983,, est un professeur de gestion à la Sloan School, et le premier professeur sur les problèmes de technologie contemporaine au Massachusetts Institute of Technology. Sa carrière englobe un certain nombre de postes universitaires, gouvernementaux et industriels, allant d'assistant du président du MIT au premier directeur général de la Commission de l'énergie atomique des États-Unis où il a supervisé les premières étapes du développement de l'énergie nucléaire dans le pays.
Puis, déçu du nucléaire, il a entrepris une croisade en faveur du charbon, notamment concrétisée par une Étude Mondiale sur le Charbon (rapport WOCOL), financée par diverses grandes entreprises de l'Industrie des énergies fossiles, ensuite utilisée comme argument par l'American Petroleum Institute (API) qui joue un rôle de lobbyste pour environ 600 membre du secteur pétrogazier des Etats-Unis. Wilson sur la base de son étude préconisait un triplement de la production et de l'utilisation du charbon avant l'an 2000.
Wilson a aussi établi de 1960 à 1967 des programmes de bourses pour des étudiants africains et latino-américains talentueux au MIT, pour qu'ils puissent ensuite travailler directement dans les agences gouvernementales de pays émergents.